# Huascarán
Le mont Huascarán, aussi nommé en espagnol Nevado Huascarán, signifiant « enneigé », est le point culminant du Pérou avec 6 768 mètres d'altitude. On distingue en fait deux sommets Huascarán : le plus haut, le Huascarán Sur à 6 768 mètres est séparé par le col de la Garganta du Huascarán Norte, moins élevé et d'une altitude de 6 655 mètres. Situé dans la région d'Ancash, il a donné son nom à une réserve biologique : le parc national de Huascarán.

## Toponymie
Son nom provient du quechua waskha (« chaîne ») et rán (« pierres » ou « montagnes rocheuses »), Huascarán signifiant donc « chaîne de montagnes ». Une légende raconte aussi que l'empereur inca Huayna Capac aurait donné à la « plus belle et plus haute montagne » le nom de son fils Huascar.
Les Quechuas disent que les deux Huascaran avec la Garganta au milieu forment les seins d'une femme. Huascarani est l'homme bien sexuellement membré également d'après les Quechuas de la région[réf. nécessaire].

## Géographie

### Localisation et altitude
Le mont Huascarán appartient à la province péruvienne de Yungay et est situé dans la cordillère Blanche, dans les Andes occidentales. Le Huascarán Sur est le point culminant du Pérou, mais aussi du bassin amazonien et même des tropiques (à savoir entre les latitudes 23° 26′ Nord et Sud). Ce double sommet domine la vallée du Río Santa.
Son altitude officielle est 6 768 mètres, mais on relève parfois une mesure légèrement inférieure, à 6 746 mètres, sur certaines cartes de l'Institut géographique militaire du Chili.
Le sommet du mont Huascarán est le second point le plus éloigné du centre de la Terre, après le Chimborazo, en Équateur : l'écart est estimé à 19 mètres sous hypothèse d'une altitude du Huascarán à 6 768 m et en appliquant l'équation paramétrique d'une ellipse aux rayons terrestres (équatorial et polaire) et aux latitudes du Chimborazo et du Huascarán, et les corrections EGM 2008 aux coordonnées géographiques de ces deux montagnes.

### Géologie
Le Huascarán, comme la plus grande partie de la cordillère Blanche, est composé de granite de l'ère tertiaire.

### Faune et flore
Sur le massif du Huascarán, ainsi que dans l'ensemble du parc national Huascarán qui l'entoure, 131 espèces d'oiseaux appartenant à 33 familles ont été répertoriées, dont le condor des Andes, la buse aguia, le caracara montagnard, visibles sur les hauteurs. Plus bas, on trouve la sarcelle tachetée, le canard à queue pointue, la merganette des torrents, l'ibis de Ridgway, l'ouette des Andes, de même que le pic des rochers, que l'on peut rencontrer lors des ascensions, alors que le conirostre géant est insaisissable. Parmi les mammifères, dont certains ont été victimes d'une chasse intensive dans le passé, on peut rencontrer le cerf gris de Virginie, le cerf andin, l'ours à lunettes, la vigogne, le puma (Felis concolor), le chat sauvage, le renard de Magellan, la viscache des montagnes et la Moufette des Andes.
Quelque 120 espèces de plantes ont été identifiées. L'espèce végétale la plus représentative du parc du Huascarán est Puya raimondii.

## Histoire

### Découverte

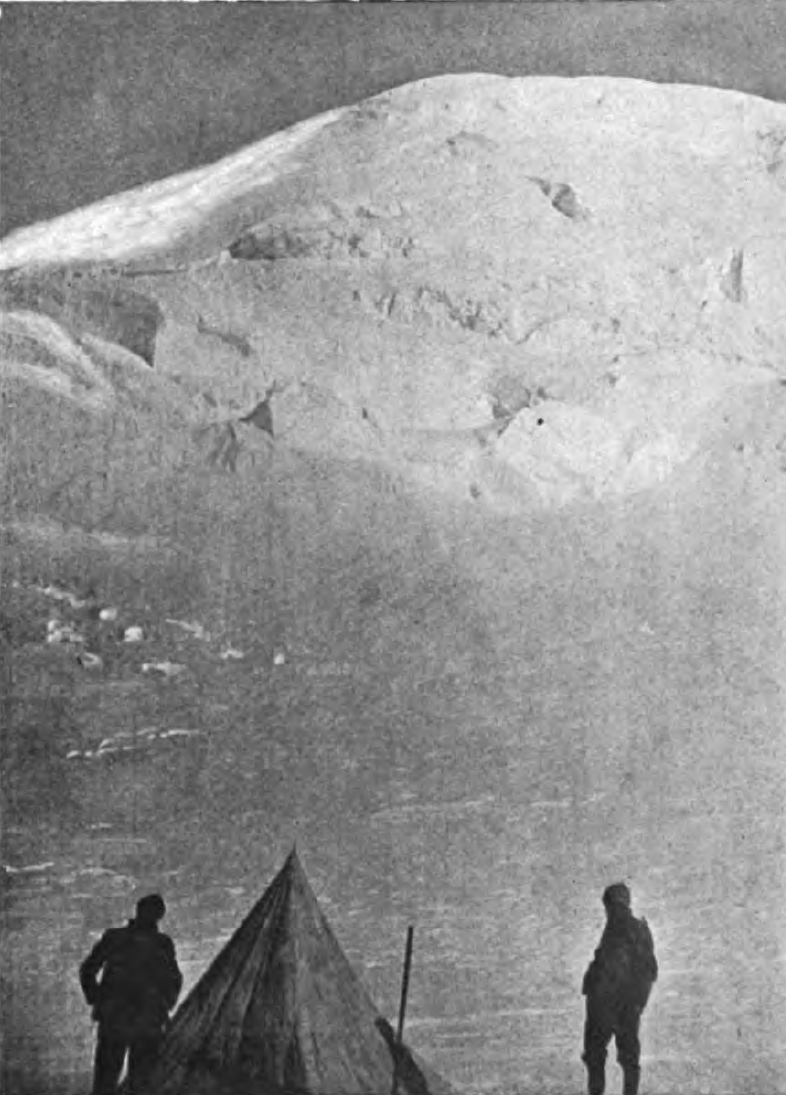
Camp de base du Huascaran en 1908.

Les premières explorations du massif montagneux du Huascarán commencèrent dans les années 1860. Mais c'est l'Américaine Annie Smith Peck, après deux tentatives manquées en 1904 et 1906, qui fut la première à atteindre le sommet du nord, le moins élevé des deux, le 2 septembre 1908, accompagnée de deux guides suisses. Le Huascarán Sud, le plus haut des deux pics, fut atteint beaucoup plus tard, le 20 juillet 1932, par une expédition du Club alpin austro-allemand d'une douzaine de personnes conduite par Dr Phillip Borchers. Après cinq jours d'escalade dans la neige, les alpinistes plantèrent au sommet les deux drapeaux, allemand et péruvien,.
Le Club alpin austro-allemand réalisa plusieurs autres ascensions de 1932 à 1939. Ce n'est ensuite qu'en 1953 que reprirent les expéditions pour gravir le mont Huascarán. La première ascension péruvienne de la voie classique fut réalisée dans les années 1950 par les frères Yanac de Huaraz.
La première ascension du Huascarán par la face Nord fut réalisée par des alpinistes français et coûtera la vie à l'un de ses participants. Un sujet de l'émission sportive française Les Coulisses de l'exploit fut consacré à cette aventure, réalisé par Jacques Ertaud sur des images de Robert Paragot et Lucien Berardini.
La première ascension de l'arête nord-est séparant les deux faces du Huascaran fut réussie le 18 août 1972 par Jean Fréhel, Michel Février, Jean-François Porret et Raymond Coene. L'arête fut rejointe par un couloir du côté nord au commencement de la partie enneigée. L'arête intégrale rocheuse fut réalisée par un autre Français, Steve Poliakovic, en partie en 1981, puis en 1994 et intégralement en 1996.
Maurice Barrard et ses compagnons escaladèrent la paroi glacée nord-est en sortant directement dans la partie rocheuse difficile. Cette voie fut gravie en solitaire en 1984 par le Suisse Alexis Bally. Il en a laissé un récit dans la plaquette publiée à l'occasion du 50e anniversaire du Groupe de haute montagne de Lausanne. Cette voie connut d'autres ascension solitaires, par l'Américain Guillaume Dargaud qui sortit directement par la difficile paroi rocheuse puis suivie par celle solitaire de Steve Poliakovic en août 1996, qui lui sortit à gauche sur l'arête sommitale du Huascaran Norte par des rochers enneigés puis descendit pour la première fois par l'arête jusqu'à la Garganta et le glacier jusqu'au camp de base du Chopicalqui. Auparavant, il était impossible de passer par cet itinéraire où de nombreux séracs tombaient régulièrement. Il fallait du Huascaran Norte descendre par la longue voie normale du versant sud.
Il existe aussi une voie directe dans la face nord, voie rocheuse d'une difficulté soutenue réalisée en solitaire pendant presque un mois par l'alpiniste italien Renato Casarotto.
Ces itinéraires subissent le retrait glaciaire qui pose des problèmes de chutes de pierres.

### Expériences
De juillet à septembre 1979, l'alpiniste et médecin Nicolas Jaeger vécut 60 jours seul à 6 700 mètres, juste à côté du sommet du Huascarán. Il étudia les effets de l'hypoxie sur son organisme, écrivit le livre Carnet de solitude et y réalisa le film Opération Survie.

### Catastrophes
Le 11 janvier 1962, durant une phase de dégel, une partie du sommet nord s'est rompue, entraînant une avalanche de roches et de glace qui a détruit une dizaine de villages, dont celui de Ranrahirca, et a provoqué la mort d'environ 3 500 personnes, selon les sources.

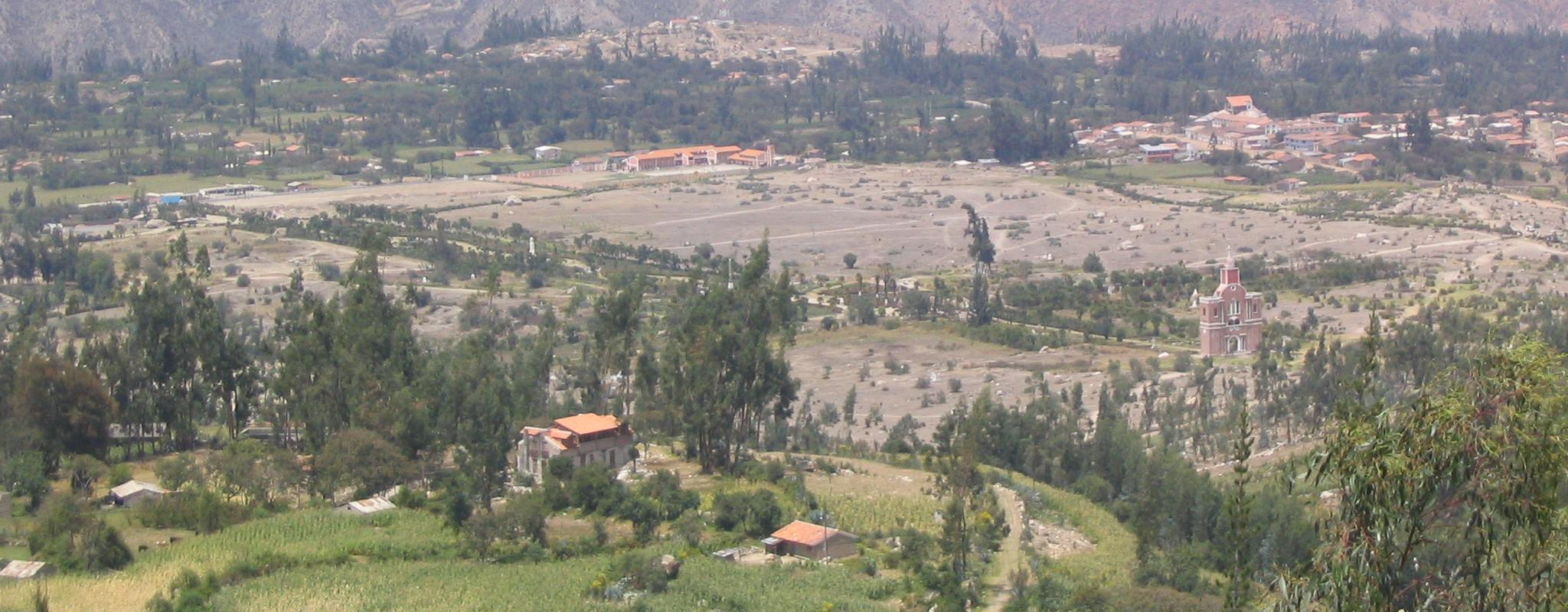
La zone de l'ancienne ville de Yungay, cimetière national.

Le 31 mai 1970, un violent tremblement de terre de magnitude 7,8 au large de la ville de Chimbote a causé l'éboulement d'une énorme quantité de granite et de glace dans des lacs à proximité du glacier Huascarán. Le débordement des lacs a provoqué la formation d'une lave torrentielle qui a enseveli dix villages et une grande partie de la ville de Yungay. 18 000 à 22 000 personnes ont été tuées dans l'une des pires catastrophes naturelles que connut le Pérou au cours du XXe siècle. Il n'y eut que 400 survivants. La ville a été ensevelie par une coulée de glace et de roches d'une épaisseur de 12 à 30 mètres qui a dévalé dix kilomètres en trois minutes. Le mouvement de masse a aussi détruit pour la seconde fois le village de Ranrahirca. La ville de Yungay a été reconstruite plus haut et à l'écart du Huascaran. L'ancien site est devenu cimetière national. Seul le clocher de la cathédrale dépasse et trois palmiers de la place sont restés debout.

## Activités

### Ascension
L'ascension du Huascarán, dans la lignée de celle conduite par Phillip Borchers en 1932, s'effectue au départ du village de Musho, en direction de l'ouest, et passe par le col qui sépare les deux sommets, connue sous le nom de « La Garganta » (mot espagnol pour gorge). Elle dure généralement cinq à sept jours, les principales difficultés étant les nombreuses crevasses qui parsèment le parcours ainsi que les risques d'avalanche notamment lors du passage de la « Canaleta ». L'ascension jusqu'au sommet se réalise par le versant nord-ouest.

### Protection environnementale
Le Huascarán fait partie du parc national de Huascarán. Il a été déclaré réserve biologique et patrimoine naturel de l'humanité en 1985, par l'UNESCO.
L'importance du site pour la conservation de la biodiversité est élevée, mais elle pourrait être menacée par des projets miniers et la création d'un gazoduc.

## Culture populaire
Une autre légende rapporte que les deux sommets de Huascarán représenteraient une « femme portant son enfant ». Cette femme aurait eu autrefois de nombreux enfants. Son mari, Canchón, s'était épris de Sutoc, qui était meilleure cuisinière. Jalouse, Huascarán émascula son époux et s'enfuit avec ses 32 enfants. Quand ils se reposèrent, ils se changèrent en pierre. Avec l'enfant qu'elle portait sur le dos, elle se transforma en la montagne Huascarán, tandis que ses autres enfants formèrent la cordillère Blanche, les larmes de douleur créant les rivières Río Santa et Marañon,.
Le Nevado Huascarán apparaît dans deux albums de Marc Dacier, par Eddy Paape et Jean-Michel Charlier, L'Abominable Homme des Andes et L'Empire du soleil, publiés dans le journal Spirou puis édités en albums par les Éditions Dupuis en 1975.